# Ministerstvo pro Evropu a zahraniční věci (Francie)

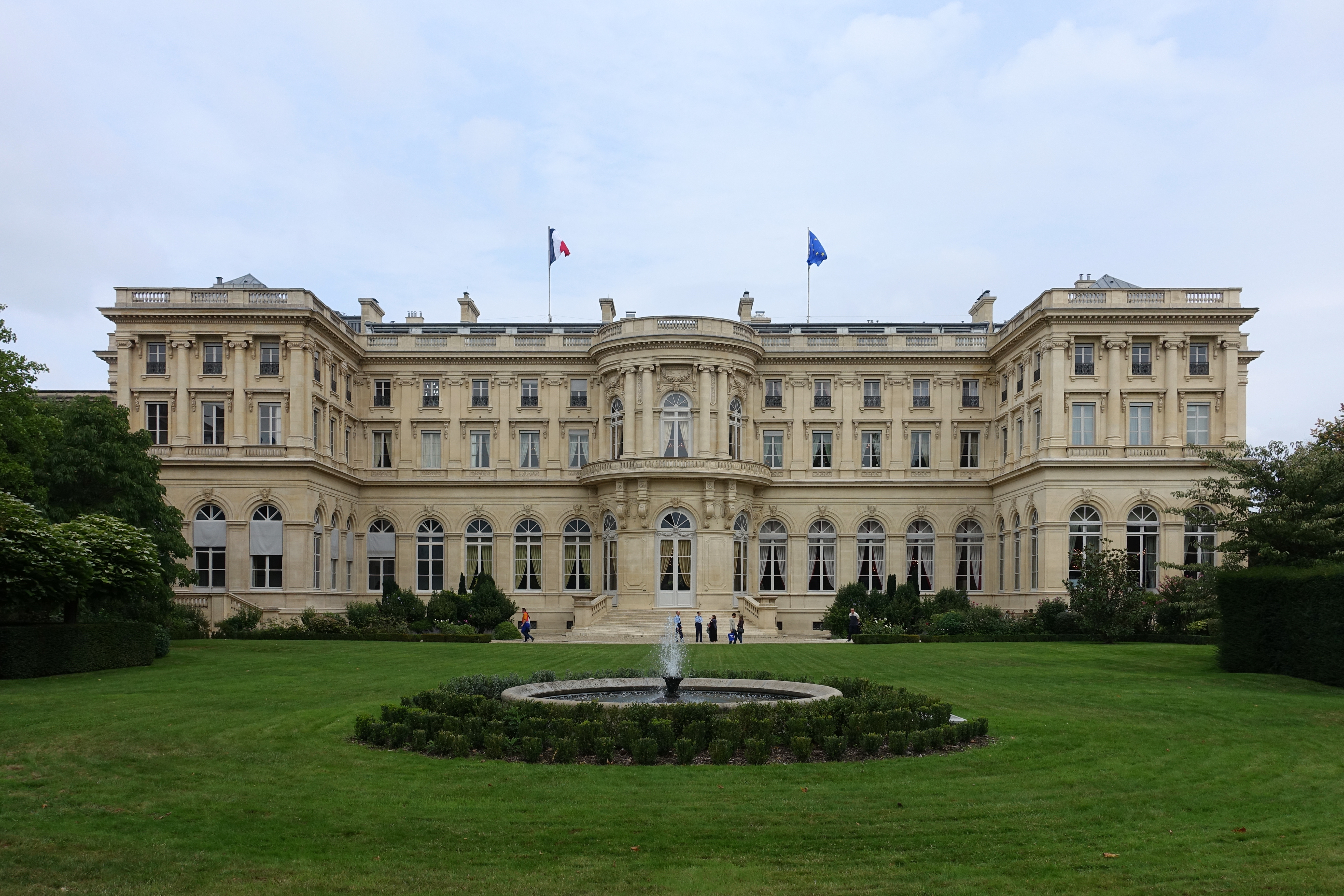
Budova ministerstva zahraničních věcí na Quai d'Orsay

Ministerstvo Evropy a zahraničních věcí (francouzsky: Ministère de l'Europe et des Affaires étrangères, MEAE) je ministerstvo francouzské vlády, které se zabývá zahraničními vztahy Francie. Od roku 1855 se jeho sídlo nachází na Quai d'Orsay 37, v blízkosti Národního shromáždění. Termín Quai d'Orsay se často používá jako metonymum pro ministerstvo. Ministerstvo vede ministr Evropy a zahraničních věcí (francouzsky: Ministre de l'Europe et des Affaires étrangères), který je zodpovědný za zahraniční vztahy Francie. Současný držitel úřadu, Jean-Noël Barrot, byl jmenován v září 2024.
V roce 1547 se královští sekretáři specializovali, psali korespondenci cizím vládám a vyjednávali mírové smlouvy. Čtyři francouzští státní sekretáři, kteří si v roce 1589 rozdělili regiony, se centralizovali a jeden se stal prvním tajemníkem odpovědným za mezinárodní vztahy. Pozice státního sekretáře pro zahraniční věci Ancien régime se kolem roku 1723 přeměnila na zahraničního ministra; v roce 1791 byla přejmenována na ministra zahraničních věcí v důsledku raných fází Velké francouzské revoluce. Všechny ministerské pozice byly zrušeny v roce 1794 Národním konventem a obnoveny s Direktoriem.
Na krátkou dobu v 80. letech 20. století, od roku 1984 do roku 1986, byl úřad přejmenován na ministra pro vnější vztahy. K roku 2025 nese označení ministr Evropy a zahraničních věcí a tuto funkci zastává Stéphane Séjourné. Asistují mu Chrysoula Zacharopoulou, státní tajemnice pro rozvoj a mezinárodní partnerství, Jean-Noël Barrot, delegát ministra pro Evropu, a Franck Riester, delegát ministra pro zahraniční obchod, ekonomickou atraktivitu, frankofonii a Francouze v zahraničí.

## Státní tajemníci (1547–1723)
| Jméno                                     | Od                 | Do                 |
| ----------------------------------------- | ------------------ | ------------------ |
| Guillaume Bochetel de Sussy               | 1547               | 1558               |
| Côme Clausse de Marchaumont               | 1547               | 1559               |
| Claude II. de L'Aubespine                 | 1. dubna 1547      | 1567               |
| Jean du Thiers de Beauregard              | 1547               | 1559               |
| Jacques Bourdin de Villeines              | 1558               | 1567               |
| Florimond II. Robertet de Fresnes         | 1558               | 1567               |
| Florimond III. Robertet d'Alluye          | 1559               | 1569               |
| Simon Fizes de Sauve                      | 22. října 1567     | 27. listopadu 1579 |
| Nicolas IV. de Neufville de Villeroy      | 28. října 1567     | 1588               |
| Pierre Brûlart de Genlis                  | 8. června 1569     | 1588               |
| Claude Pinart de Comblisy and Crambailles | 1570               | 1588               |
| Louis Revol                               | 1. ledna 1589      | 17. září 1594      |
| Nicolas IV. de Neufville de Villeroy      | 30. prosince 1594  | 9. srpna 1616      |
| Armand-Jean du Plessis de Richelieu       | 30. listopadu 1616 | 24. dubna 1617     |
| Pierre IV. Brûlart de Sillery             | 24. dubna 1617     | 11. března 1626    |
| Raymond Phélypeaux d'Herbault             | 11. března 1626    | 2. května 1629     |
| Claude Bouthillier                        | 2. května 1629     | 18. března 1632    |
| Léon Bouthillier                          | 18. března 1632    | 23. června 1643    |
| Henri-Auguste de Loménie                  | 23. června 1643    | 3. dubna 1663      |
| Hugues de Lionne                          | 3. dubna 1663      | 1. září 1671       |
| Simon Arnauld de Pomponne                 | 1. září 1671       | 18. listopadu 1679 |
| Charles Colbert de Croissy                | 12. února 1680     | 28. července 1696  |
| Jean-Baptiste Colbert de Torcy            | 28. července 1696  | 22. září 1715      |
| Nicolas Chalon du Blé                     | 23. září 1715      | 1. září 1718       |

## Ministři zahraničních věcí (1718–1791)
| Jméno                                        | Od                 | Do                 |
| -------------------------------------------- | ------------------ | ------------------ |
| Guillaume Dubois                             | 24. září 1718      | 10. srpna 1723     |
| Charles Fleuriau de Morville                 | 16. srpna 1723     | 19. srpna 1727     |
| Germain Louis Chauvelin                      | 23. srpna 1727     | 20. února 1737     |
| Jean-Jacques Amelot de Chaillou              | 22. února 1737     | 26. dubna 1744     |
| Adrien Maurice z Noailles                    | 26. dubna 1744     | 19. listopadu 1744 |
| René-Louis de Voyer d'Argenson               | 19. listopadu 1744 | 10. ledna 1747     |
| Louis Philogène Brûlart de Sillery           | 27. ledna 1747     | 9. září 1751       |
| François-Dominique Barberie de Saint-Contest | 11. září 1751      | 24. července 1754  |
| Antoine Louis Rouillé                        | 24. července 1754  | 28. června 1757    |
| François Joachim de Pierre de Bernis         | 28. června 1757    | 9. října 1758      |
| Étienne François de Choiseul                 | 3. prosince 1758   | 13. října 1761     |
| César Gabriel de Choiseul de Praslin         | 13. října 1761     | 10. dubna 1766     |
| Étienne François de Choiseul                 | 10. dubna 1766     | 24. prosince 1770  |
| Louis Phélypeaux de Saint-Florentin          | 24. prosince 1770  | 6. června 1771     |
| Emmanuel Armand de Vignerot d'Aiguillon      | 6. června 1771     | 2. června 1774     |
| Henri Bertin de Bourdeville                  | 2. června 1774     | 21. července 1774  |
| Charles Gravier de Vergennes                 | 21. července 1774  | 13. února 1787     |
| Armand Marc de Montmorin Saint-Hérem         | 14. února 1787     | 13. července 1789  |
| Paul-François de Quelen de La Vauguyon       | 13. července 1789  | 16. července 1789  |
| Armand Marc de Montmorin Saint-Hérem         | 16. července 1789  | 29. listopadu 1791 |

## Ministři zahraničních věcí (1791–2007)

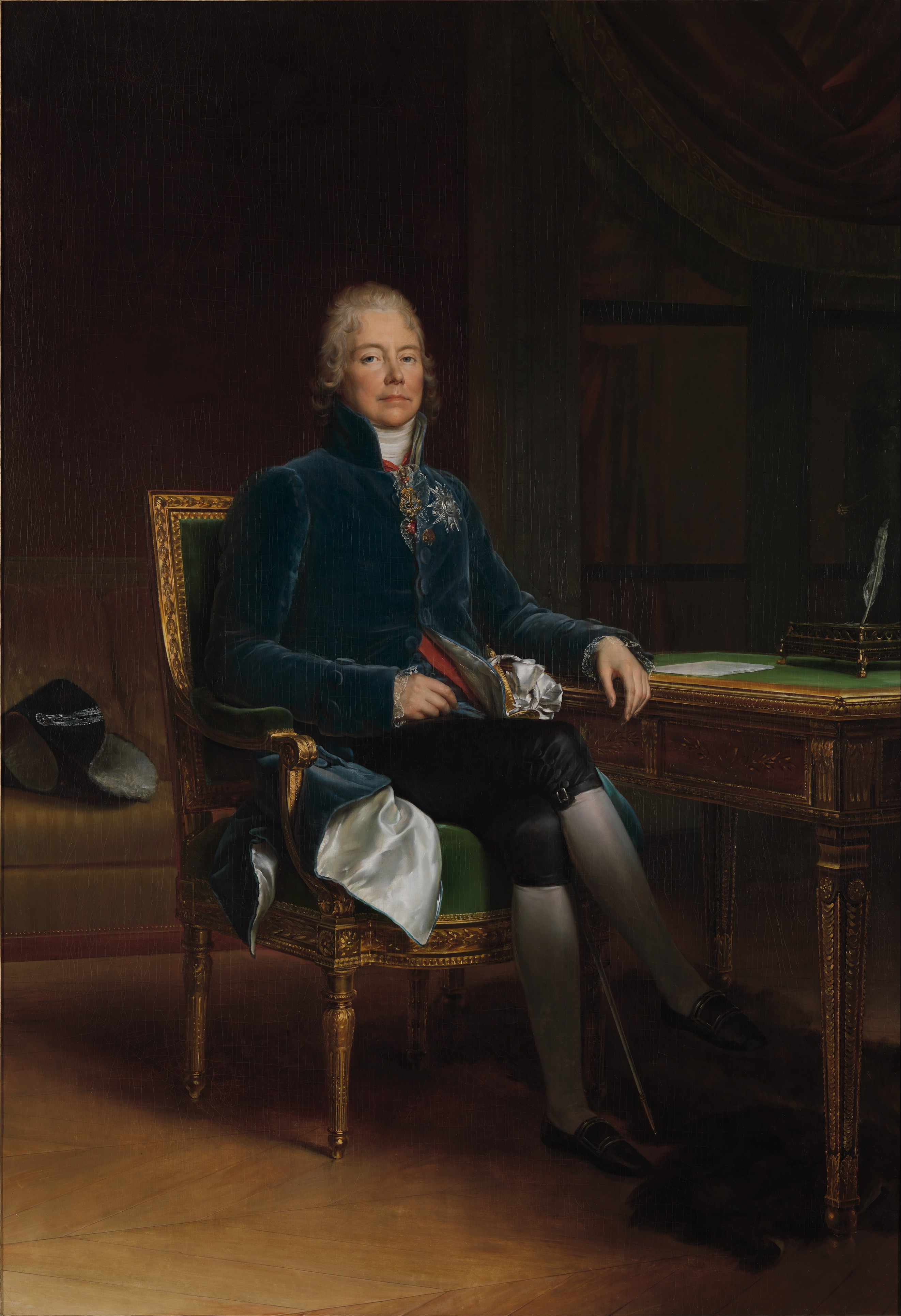
Portrét Talleyranda od Françoise Gérarda (1808)

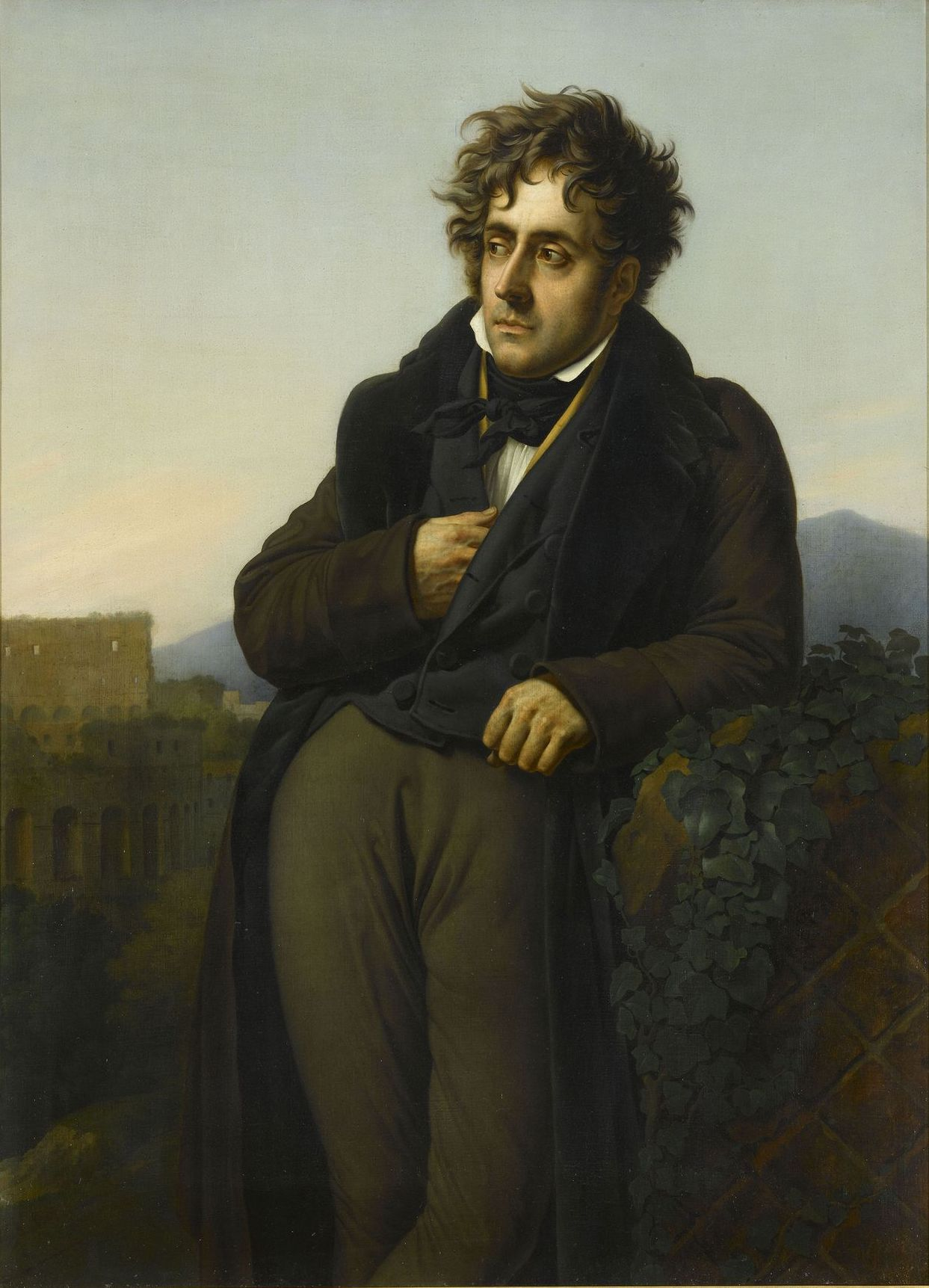
Portrét Chateaubrianda od Anne-Louise Girodeta de Roussy-Triosona (1809)

| Jméno                                                   | Od                 | Do                 |
| ------------------------------------------------------- | ------------------ | ------------------ |
| Claude Antoine de Valdec de Lessart                     | 29. listopadu 1791 | 15. března 1792    |
| Charles-François Dumouriez                              | 15. března 1792    | 13. června 1792    |
| Pierre-Paul de Méredieu                                 | 13. června 1792    | 18. června 1792    |
| Victor-Scipion-Charles-Auguste de La Garde de Chambonas | 18. června 1792    | 23. července 1792  |
| François-Joseph de Gratet                               | 23. července 1792  | 1. srpna 1792      |
| Claude Bigot de Sainte-Croix                            | 1. srpna 1792      | 10. srpna 1792     |
| Pierre Henri Hélène Lebrun-Tondu                        | 10. srpna 1792     | 21. června 1793    |
| François Louis Deforgues                                | 21. června 1793    | 2. dubna 1794      |
| Jean-Marie-Claude-Alexandre Goujon                      | 5. dubna 1794      | 8. dubna 1794      |
| Martial Herman                                          | 8. dubna 1794      | 20. dubna 1794     |
| Philibert Buchot                                        | 20. dubna 1794     | 3. listopadu 1795  |
| Michel Ange Mangourit                                   | 3. listopadu 1794  | 21. listopadu 1794 |
| André-François Miot de Mélito                           | 21. listopadu 1794 | 19. února 1795     |
| Jean-Victor Colchen                                     | 19. února 1795     | 3. listopadu 1795  |
| Charles-François Delacroix                              | 3. listopadu 1795  | 15. července 1797  |
| Charles Maurice de Talleyrand-Périgord                  | 15. července 1797  | 20. července 1799  |
| Charles-Frédéric Reinhard                               | 20. července 1799  | 22. listopadu 1799 |

### Konzulát a první císařství
| Jméno                                  | Od                 | Do                 |
| -------------------------------------- | ------------------ | ------------------ |
| Charles Maurice de Talleyrand-Périgord | 22. listopadu 1799 | 9. srpna 1807      |
| Jean-Baptiste Nompere de Champagny     | 9. srpna 1807      | 17. dubna 1811     |
| Hugues-Bernard Maret                   | 17. dubna 1811     | 20. listopadu 1813 |
| Armand Augustin Louis de Caulaincourt  | 20. listopadu 1813 | 1. dubna 1814      |
| Antoine de Laforêt                     | 3. dubna 1814      | 13. května 1814    |

### První restaurace a sto dnů
| Jméno                                  | Od              | Do               |
| -------------------------------------- | --------------- | ---------------- |
| Charles Maurice de Talleyrand-Périgord | 13. května 1814 | 20. března 1815  |
| Armand Augustin Louis de Caulaincourt  | 20. března 1815 | 22. června 1815  |
| Louis Pierre Édouard Bignon            | 22. června 1815 | 7. července 1815 |

### Druhá restaurace
| Jméno                                                 | Od                 | Do                 |
| ----------------------------------------------------- | ------------------ | ------------------ |
| Charles Maurice de Talleyrand-Périgord                | 9. července 1815   | 26. září 1815      |
| Armand-Emmanuel du Plessis de Richelieu               | 26. září 1815      | 29. prosince 1818  |
| Jean-Joseph Dessolles                                 | 29. prosince 1818  | 19. listopadu 1819 |
| Étienne-Denis Pasquier                                | 19. listopadu 1819 | 14. prosince 1821  |
| Mathieu de Montmorency-Laval                          | 14. prosince 1821  | 28. prosince 1822  |
| François René de Chateaubriand                        | 28. prosince 1822  | 4. srpna 1824      |
| Ange Hyacinthe Maxence de Damas                       | 4. srpna 1824      | 4. ledna 1828      |
| Auguste Ferron de La Ferronnays                       | 4. ledna 1828      | 24. dubna 1829     |
| Anne-Adrien-Pierre de Montmorency-Laval               | 24. dubna 1829     | 14. května 1829    |
| Joseph-Marie Portalis                                 | 14. května 1829    | 8. srpna 1829      |
| Jules de Polignac                                     | 8. srpna 1829      | 29. července 1830  |
| Casimir-Louis-Victurnien de Rochechouart de Mortemart | 29. července 1830  | 29. července 1830  |
| Louis Pierre Édouard Bignon                           | 31. července 1830  | 1. srpna 1830      |

### Červencová monarchie
| Jméno                      | Od                 | Do                 |
| -------------------------- | ------------------ | ------------------ |
| Jean-Baptiste Jourdan      | 1. srpna 1830      | 11. srpna 1830     |
| Louis-Mathieu Molé         | 11. srpna 1830     | 2. listopadu 1830  |
| Nicolas-Joseph Maison      | 2. listopadu 1830  | 17. listopadu 1830 |
| Horace François Sébastiani | 17. listopadu 1830 | 11. října 1832     |
| Victor de Broglie          | 11. října 1832     | 4. dubna 1834      |
| Henri de Rigny             | 4. dubna 1834      | 10. listopadu 1834 |
| Charles-Joseph Bresson     | 10. listopadu 1834 | 18. listopadu 1834 |
| Henri de Rigny             | 18. listopadu 1834 | 12. března 1835    |
| Victor de Broglie          | 12. března 1835    | 22. února 1836     |
| Adolphe Thiers             | 22. února 1836     | 6. září 1836       |
| Louis-Mathieu Molé         | 6. září 1836       | 31. března 1839    |
| Louis Napoléon Lannes      | 31. března 1839    | 12. května 1839    |
| Nicolas Jean de Dieu Soult | 12. května 1839    | 1. března 1840     |
| Adolphe Thiers             | 1. března 1840     | 29. října 1840     |
| François Guizot            | 29. října 1840     | 23. února 1848     |

### Druhá republika
| Jméno                         | Od                 | Do                 |
| ----------------------------- | ------------------ | ------------------ |
| Alphonse de Lamartine         | 24. února 1848     | 11. května 1848    |
| Jules Bastide                 | 11. května 1848    | 29. června 1848    |
| Marie-Alphonse Bedeau         | 29. června 1848    | 17. července 1848  |
| Jules Bastide                 | 17. července 1848  | 20. prosince 1848  |
| Édouard Drouyn de Lhuys       | 20. prosince 1848  | 2. června 1849     |
| Alexis de Tocqueville         | 2. června 1849     | 31. října 1849     |
| Alphonse de Rayneval          | 31. října 1849     | 17. listopadu 1849 |
| Jean Ernest Ducos de La Hitte | 17. listopadu 1849 | 9. ledna 1851      |
| Édouard Drouyn de Lhuys       | 9. ledna 1851      | 24. ledna 1851     |
| Anatole Brénier de Renaudière | 24. ledna 1851     | 10. dubna 1851     |
| Jules Baroche                 | 10. dubna 1851     | 26. října 1851     |
| Louis-Félix-Étienne Turgot    | 26. října 1851     | 28. července 1852  |

### Druhé císařství
| Jméno                                  | Od                | Do                |
| -------------------------------------- | ----------------- | ----------------- |
| Édouard Drouyn de Lhuys                | 28. července 1852 | 7. května 1855    |
| Alexandre Colonna-Walewski             | 7. května 1855    | 4. ledna 1860     |
| Jules Baroche                          | 4. ledna 1860     | 24. ledna 1860    |
| Édouard Thouvenel                      | 24. ledna 1860    | 15. října 1862    |
| Édouard Drouyn de Lhuys                | 15. října 1862    | 1. září 1866      |
| Charles de La Valette                  | 1. září 1866      | 2. října 1866     |
| Léonel de Moustier                     | 2. října 1866     | 17. prosince 1868 |
| Charles de La Valette                  | 17. prosince 1868 | 17. července 1869 |
| Henri de La Tour d'Auvergne-Lauraguais | 17. července 1869 | 2. ledna 1870     |
| Napoléon Daru                          | 2. ledna 1870     | 14. dubna 1870    |
| Émile Ollivier                         | 14. dubna 1870    | 15. května 1870   |
| Agénor de Gramont                      | 15. května 1870   | 10. srpna 1870    |
| Henri de La Tour d'Auvergne-Lauraguais | 10. srpna 1870    | 4. září 1870      |

### Třetí republika
| Jméno                          | Od                 | Do                 |
| ------------------------------ | ------------------ | ------------------ |
| Jules Favre                    | 4. září 1870       | 2. srpna 1871      |
| Charles de Rémusat             | 2. srpna 1871      | 25. května 1873    |
| Albert de Broglie              | 25. května 1873    | 26. listopadu 1873 |
| Louis Decazes                  | 29. listopadu 1873 | 23. listopadu 1877 |
| Gaston de Banneville           | 23. listopadu 1877 | 13. prosince 1877  |
| William Henry Waddington       | 13. prosince 1877  | 28. prosince 1879  |
| Charles de Freycinet           | 28. prosince 1879  | 23. září 1880      |
| Jules Barthélemy-Saint-Hilaire | 23. září 1880      | 14. listopadu 1881 |
| Léon Gambetta                  | 14. listopadu 1881 | 30. ledna 1882     |
| Charles de Freycinet           | 30. ledna 1882     | 7. srpna 1882      |
| Charles Duclerc                | 7. srpna 1882      | 29. ledna 1883     |
| Armand Fallières               | 29. ledna 1883     | 21. února 1883     |
| Paul-Armand Challemel-Lacour   | 21. února 1883     | 20. listopadu 1883 |
| Jules Ferry                    | 20. listopadu 1883 | 6. dubna 1885      |
| Charles de Freycinet           | 6. dubna 1885      | 11. prosince 1886  |
| Émile Flourens                 | 11. prosince 1886  | 3. dubna 1888      |
| René Goblet                    | 3. dubna 1888      | 22. února 1889     |
| Eugène Spuller                 | 22. února 1889     | 17. března 1890    |
| Alexandre Ribot                | 17. března 1890    | 11. ledna 1893     |
| Jules Develle                  | 11. ledna 1893     | 3. prosince 1893   |
| Jean Casimir-Perier            | 3. prosince 1893   | 30. května 1894    |
| Gabriel Hanotaux               | 30. května 1894    | 1. listopadu 1895  |
| Marcellin Berthelot            | 1. listopadu 1895  | 28. března 1896    |
| Léon Bourgeois                 | 28. března 1896    | 29. dubna 1896     |
| Gabriel Hanotaux               | 29. dubna 1896     | 28. června 1898    |
| Théophile Delcassé             | 28. června 1898    | 6. června 1905     |
| Maurice Rouvier                | 6. června 1905     | 13. března 1906    |
| Léon Bourgeois                 | 14. března 1906    | 25. října 1906     |
| Stephen Pichon                 | 25. října 1906     | 2. března 1911     |
| Jean Cruppi                    | 2. března 1911     | 27. června 1911    |
| Justin de Selves               | 27. června 1911    | 9. ledna 1912      |
| Raymond Poincaré               | 14. ledna 1912     | 22. ledna 1913     |
| Charles Jonnart                | 22. ledna 1913     | 22. března 1913    |
| Stéphen Pichon                 | 22. března 1913    | 9. prosince 1913   |
| Gaston Doumergue               | 9. prosince 1913   | 9. června 1914     |
| Léon Bourgeois                 | 9. června 1914     | 13. června 1914    |
| René Viviani                   | 13. června 1914    | 3. srpna 1914      |
| Gaston Doumergue               | 3. srpna 1914      | 26. srpna 1914     |
| Théophile Delcassé             | 26. srpna 1914     | 13. října 1915     |
| René Viviani                   | 13. října 1915     | 29. října 1915     |
| Aristide Briand                | 29. října 1915     | 20. března 1917    |
| Alexandre Ribot                | 20. března 1917    | 23. října 1917     |
| Louis Barthou                  | 23. října 1917     | 16. listopadu 1917 |
| Stéphen Pichon                 | 16. listopadu 1917 | 20. ledna 1920     |
| Alexandre Millerand            | 20. ledna 1920     | 24. září 1920      |
| Georges Leygues                | 24. září 1920      | 16. ledna 1921     |
| Aristide Briand                | 16. ledna 1921     | 15. ledna 1922     |
| Raymond Poincaré               | 15. ledna 1922     | 9. června 1924     |
| Edmond Lefebvre du Prey        | 9. června 1924     | 14. června 1924    |
| Édouard Herriot                | 14. června 1924    | 17. dubna 1925     |
| Aristide Briand                | 17. dubna 1925     | 19. července 1926  |
| Édouard Herriot                | 19. července 1926  | 23. července 1926  |
| Aristide Briand                | 23. července 1926  | 14. ledna 1932     |
| Pierre Laval                   | 14. ledna 1932     | 20. února 1932     |
| André Tardieu                  | 20. února 1932     | 3. června 1932     |
| Édouard Herriot                | 3. června 1932     | 18. prosince 1932  |
| Joseph Paul-Boncour            | 18. prosince 1932  | 30. ledna 1934     |
| Édouard Daladier               | 30. ledna 1934     | 9. února 1934      |
| Louis Barthou                  | 9. února 1934      | 9. října 1934      |
| Pierre Laval                   | 13. října 1934     | 24. ledna 1936     |
| Pierre-Étienne Flandin         | 24. ledna 1936     | 4. června 1936     |
| Yvon Delbos                    | 4. června 1936     | 13. března 1938    |
| Joseph Paul-Boncour            | 13. března 1938    | 10. dubna 1938     |
| Georges Bonnet                 | 10. dubna 1938     | 13. září 1939      |
| Édouard Daladier               | 13. září 1939      | 21. března 1940    |
| Paul Reynaud                   | 21. března 1940    | 18. května 1940    |
| Édouard Daladier               | 18. května 1940    | 5. června 1940     |
| Paul Reynaud                   | 5. června 1940     | 16. června 1940    |

### Vichistický režim
| Jméno                  | Od                | Do                |
| ---------------------- | ----------------- | ----------------- |
| Paul Baudouin          | 16. června 1940   | 28. října 1940    |
| Pierre Laval           | 28. října 1940    | 13. prosince 1940 |
| Pierre-Étienne Flandin | 13. prosince 1940 | 9. února 1941     |
| François Darlan        | 10. února 1941    | 18. dubna 1942    |
| Pierre Laval           | 18. dubna 1942    | 20. srpna 1944    |

### Svobodní francouzští komisaři
| Jméno          | Od             | Do             |
| -------------- | -------------- | -------------- |
| Maurice Dejean | 24. září 1941  | 17. října 1942 |
| René Pleven    | 17. října 1942 | 5. února 1943  |
| René Massigli  | 5. února 1943  | 10. září 1944  |

### Čtvrtá republika
| Jméno                | Od                | Do                |
| -------------------- | ----------------- | ----------------- |
| Georges Bidault      | 10. září 1944     | 16. prosince 1946 |
| Léon Blum            | 16. prosince 1946 | 22. ledna 1947    |
| Georges Bidault      | 22. ledna 1947    | 26. července 1948 |
| Robert Schuman       | 26. července 1948 | 8. ledna 1953     |
| Georges Bidault      | 8. ledna 1953     | 19. června 1954   |
| Pierre Mendès France | 19. června 1954   | 20. ledna 1955    |
| Edgar Faure          | 20. ledna 1955    | 23. února 1955    |
| Antoine Pinay        | 23. února 1955    | 1. února 1956     |
| Christian Pineau     | 1. února 1956     | 14. května 1958   |
| René Pleven          | 14. května 1958   | 1. června 1958    |

### Pátá republika
| Jméno                     | Od                 | Do                 |
| ------------------------- | ------------------ | ------------------ |
| Maurice Couve de Murville | 1. června 1958     | 30. května 1968    |
| Michel Debré              | 30. května 1968    | 22. června 1969    |
| Maurice Schumann          | 22. června 1969    | 15. března 1973    |
| André Bettencourt         | 15. března 1973    | 4. dubna 1973      |
| Michel Jobert             | 4. dubna 1973      | 28. května 1974    |
| Jean Sauvagnargues        | 28. května 1974    | 27. srpna 1976     |
| Louis de Guiringaud       | 27. srpna 1976     | 29. listopadu 1978 |
| Jean François-Poncet      | 29. listopadu 1978 | 22. května 1981    |
| Claude Cheysson           | 22. května 1981    | 7. prosince 1984   |
| Roland Dumas              | 7. prosince 1984   | 20. března 1986    |
| Jean-Bernard Raimond      | 20. března 1986    | 12. května 1988    |
| Roland Dumas              | 12. května 1988    | 29. března 1993    |
| Alain Juppé               | 29. března 1993    | 18. května 1995    |
| Hervé de Charette         | 18. května 1995    | 4. června 1997     |
| Hubert Védrine            | 4. června 1997     | 7. května 2002     |
| Dominique de Villepin     | 7. května 2002     | 31. března 2004    |
| Michel Barnier            | 31. března 2004    | 2. června 2005     |
| Philippe Douste-Blazy     | 2. června 2005     | 15. května 2007    |

## Ministři zahraničních věcí a mezinárodního rozvoje (2012–2017)
| Jméno             | Od              | Do              |
| ----------------- | --------------- | --------------- |
| Laurent Fabius    | 16. května 2012 | 11. února 2016  |
| Jean-Marc Ayrault | 11. února 2016  | 10. května 2017 |

## Ministři Evropy a zahraničních věcí (2017–dosud)
| Jméno                | Od              | Do              |
| -------------------- | --------------- | --------------- |
| Jean-Yves Le Drian   | 17. května 2017 | 20. května 2022 |
| Catherine Colonnaová | 20. května 2022 | 11. ledna 2024  |
| Stéphane Séjourné    | 11. ledna 2024  | 21. září 2024   |
| Jean-Noël Barrot     | 21. září 2024   | Současný        |